# Páez (Portuguesa)
Páez è un comune del Venezuela situato nello Stato di Portuguesa.
Il capoluogo del comune è la città di Acarigua.